# Urapteritra falcifera
Urapteritra falcifera is een vlinder uit de familie uraniavlinders (Uraniidae). De wetenschappelijke naam van deze soort is voor het eerst geldig gepubliceerd in 1892 door Weymer.
De soort komt voor in tropisch Afrika.